# جان مک‌آرتور
جان مک‌آرتور (انگلیسی: John McArthur; ۱۷ نوامبر ۱۸۲۶ – ۱۵ مهٔ ۱۹۰۶) فرد نظامی اهل پادشاهی متحد بریتانیای کبیر و ایرلند بود.